# Mauricie převislá
Mauricie převislá (Mauritia flexuosa), někdy také mauricie zprohýbaná, je jihoamerický vzrostný strom, hojně rozšířený druh z malého rodu patřící do čeledě arekovitých, tj. mezi rostliny běžně nazývané „palmy“. V této čeledi je mauricie převislá zařazena do podčeledě Calamoideae. Pro obyvatelstvo tropické Jižní Ameriky je jednou z nejdůležitějších víceúčelově užívaných palem, je známa pod mnoha místními názvy: aguaje, buriti, moriche atd.

## Rozšíření
Areál výskytu této rostliny je obrovský, roste hlavně v rozsáhlých v povodích jihoamerických řek Amazonka a Orinoko, ve státech Ekvádor, Kolumbie, Venezuela, Guyana, Surinam, Francouzská Guyana, Peru, Bolívie a hlavně Brazílie. Roste i na 10 km od jihoamerické pevniny vzdáleném karibském ostrově Trinidad. Neroste ve větší nadmořské výšce než 900 m, těžiště jeho výskytu je přibližně do 600  m n. m., nesnáší chlad.
Bývá součástí galeriových porostů tropických deštných lesů nebo pobřežních savan v přímořských oblastech. Vyrůstá nejčastěji v močálech nebo alespoň na často zaplavovaných územích kde vytváří rozsáhlé porosty zvané "aguajal". Jsou to území s mocnými vrstvami nanesených sedimentů s velmi kyselou půdou s hodnotou pH pohybující se okolo 3,5. Je pro místní obyvatelstvo jednou z nejdůležitějších jihoamerických palem, často bývá pro svůj vzhled hodnocená i jako jedna z nejhezčích.

## Popis
Mauricie převislá je strom s nevětveným kmenem dorůstající do výšky 10 až 35 m, jeho výčetní tloušťka může dosahovat 30 nebo až 60 cm. Poměrně hladký kmen s nevýraznými kroužky po opadaných listech může být válcovitý nebo jen mírně ztlustlý, dole má barvu bělavou či šedou a výše nazelenalou, obsahuje veliké množství rostlinného pletiva se škrobem. Na vrcholu kmene vyrůstá chochol 8 až 15 dlanitě zpeřených listů dlouhých 3 až 5 m se silnými obloukovitě skloněnými řapíky které vyrůstají z otevřených pochev. Listy okrouhlého obrysu mají krátké vřeteno rozděleno na 110 až 120 úzkých tmavě zelených čepelí. Ty jsou dlouhé 1,5 až 3 m, od poloviny dolu jsou ohnuté a na koncích rozdvojené; protože nerostou v rovině vytvářejí dojem trojrozměrného listu. Suché, odumřelé nejspodnější listy visí z chocholu podél kmene dolů. U rostlin vyrůstajících v dlouhodobě zatopených oblastech vystupují z kořenů směrem vzhůru až 10 cm dlouhé vzdušné kořínky napomáhající získávat vzdušný kyslík.
Tato dvoudomá rostlina má jedince s květy jen samčími nebo jen samičími. V chocholu listů vyrůstají velká převislá hroznovitá květenství dlouhá 1,5 až 2 m s 25 až 40 bočními větvemi sestavených do dvou rovin. Těchto květenství, vyrůstajících z paždí dřevnatých listenů, může být na vrcholu kmene 2 až 8.
Poměrně drobné trojčetné květy jsou sametově chlupaté a mají rozlišené, na bázi srostle vnější a vnitřní okvětní lístky. Na samčích stromech květy rostou v párech, mají obkuželovitý kalich s kopinatými špičatými lístky, korunní lístky jsou mnohem menší, uvnitř je šest u bázi srostlých tyčinek s prašníky. Květy samičích stromů mají kalich baňkovitý krátce laločnatý, korunu trojlaločnou, uvnitř šest nefunkčních zakrnělých tyčinek a trojpouzdrý semeník s trojklanou bliznou. Jednotlivé stromy hromadně vykvétají s nástupem období sucha a jednotlivě po celý rok. Opylování zajišťuje hmyz, hlavně brouci z čeledě mandelinkovitých nebo včely, někdy se opylují i pylem rozfoukávaným větrem. Mimo dobu kvetení a po opadu plodů nelze spolehlivě rozlišit samčí a samičí rostliny.
Plodem je variabilní kulovitá nebo elipsoidní jednosemenná peckovice velikosti slepičího vejce a váhy 75 gramů. Oplodí peckovice je třívrstvé, vnější vrstva (epikarp) je tvořena šupinovitými až 6 mm širokými, těsně k sobě naléhajícími červenohnědými ztvrdlými listeny. Střední (mezokarp), je poživatelná olejnatá žlutá, žlutooranžová až červená vrstva tlustá jen 4 až 6 mm. Vnitřní vrstva (endokarp) obalující přímo pecku je blanitá. Osemení je velice tvrdé. Z jednoho květenství se vyvine až 40 kg těžké plodenství s hnědočervenými plody, na jednom stromě se jich ročně urodí 100 až 200 kg a stromy plodí přibližně od 8. roku po dobu 40 až 50 let.

## Rozmnožování
Mauricie převislá se rozmnožuje výhradně semeny která po okolích roznášejí plody konzumující ptáci, savci i ryby. Semena rychle ztrácejí klíčivost, po měsíci je asi jen poloviční; čerstvé semeno vyklíčí zhruba za 65 dnů.
Na převážné většině územích vyrůstají pouze přirozenou cestou a rostou dosud v ohromném množství. V ojedinělých případech jsou v blízkosti hustšího osídlení, na zamokřených místech jinak zemědělsky nevyužitelných, uměle zakládány pokusné plantáže, na které se vysazují rok staré semenáčky. Zda se jedná o samčí neb samičí rostlinu se pozná až zhruba po 8 létech při prvém kvetení, pro zdárné opylení postačuje menší počet samčích jedinců.

## Využití
Plody dozrávají začátkem období dešťů a sklízejí se ještě před plnou zralostí, pak začínají ze stromů opadávat. Často se ale sklízí tak, že se stromy prostě porazí. Z plodu se využívá pouze jeho střední dužnatá vrstva, což představuje jen 15 až 20 % váhy celého plodu. Jsou u místních obyvatel velmi oblíbené, používají se k výrobě jedlého oleje, suší se na mastnou mouku nebo pastu, jedí se syrové a připravují se z nich různé osvěžující nápoje včetně zkvašených. Oleje se mimo potravinářských účelů používá k léčbě popálenin a povrchových zranění, jedinečný je jeho vysoký obsah beta karotenu. Plody se bez zmrazení rychle kazí a musí se zpracovat do týdne po sběru. Jsou také vítanou potravou pro mnohá zvířata, býložravce i všežravce.
Palmové listí se používá při výstavbě dočasných příbytků lesních obyvatel jako "střešní krytina" a vyrábějí se z nich nitě, provazce, pletou hamaky, lýkové koše apod. Kočovní lovci stavějí svá obydlí několikrát za rok, usedlí nejméně jednou za tři roky. Na zastřešení malého přístřešku je zapotřebí nejméně 15 listů, na velký rodinný dům i 1000, vše z pokácených stromů.
Ze škrobnaté dřeně poražených stromů někteří původní obyvatelé vyrábějí ságo, jiní zase čekají až tyto kmene zabydlí nosatec Rhynchophorus palmarum jehož tučné larvy jsou oblíbenou pochoutkou.

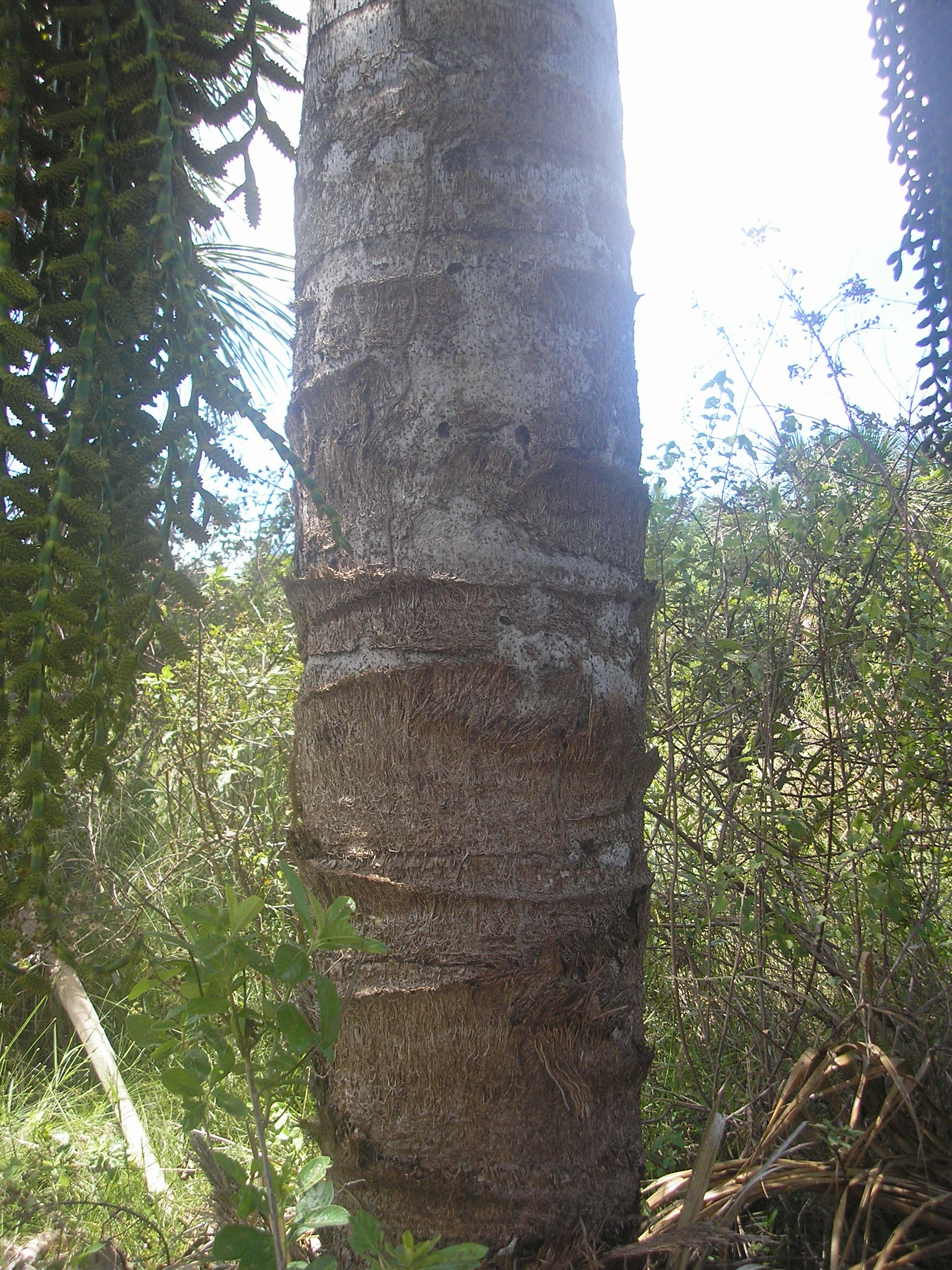
Kmen stromu
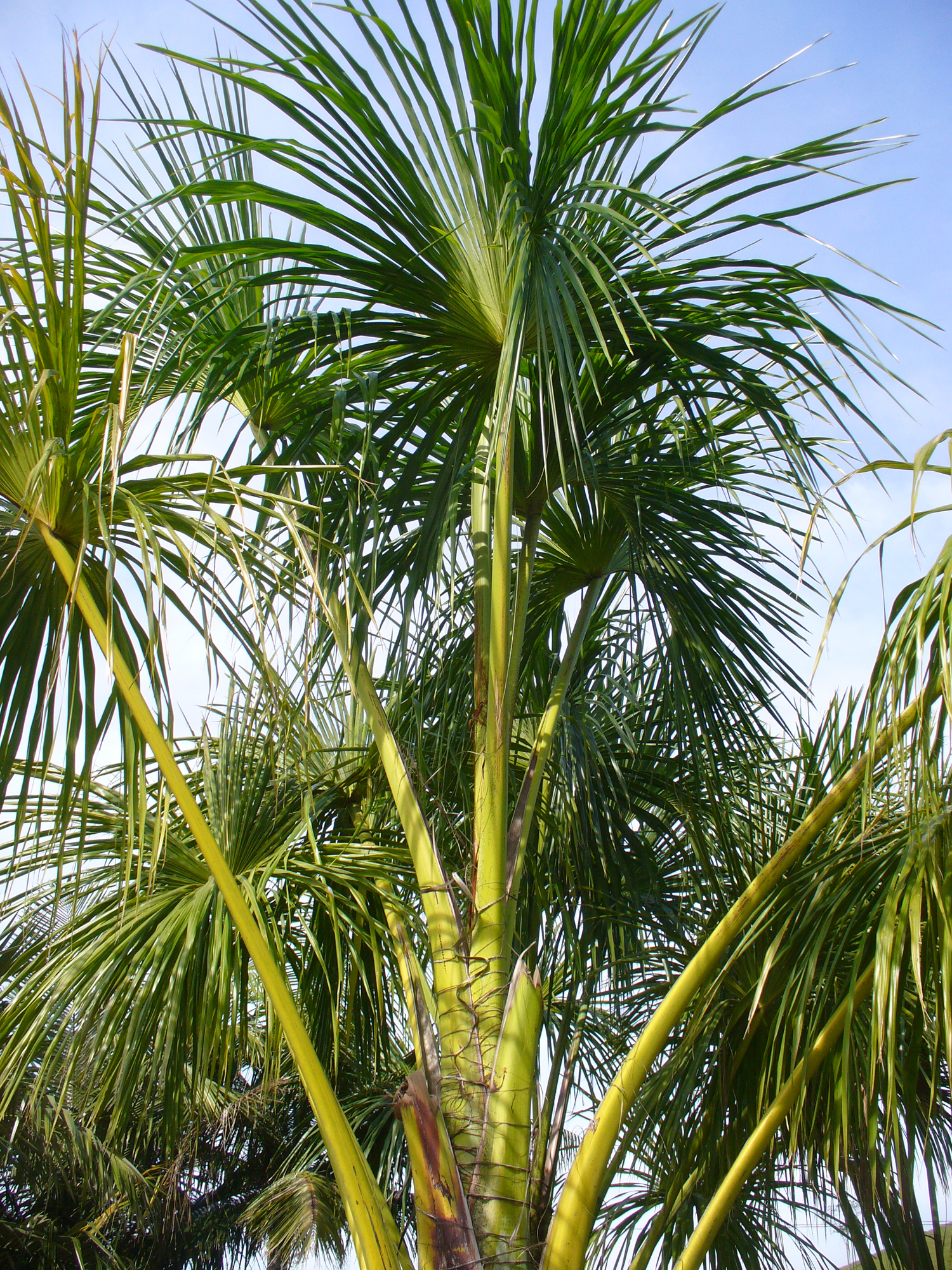
Vrcholek s listy
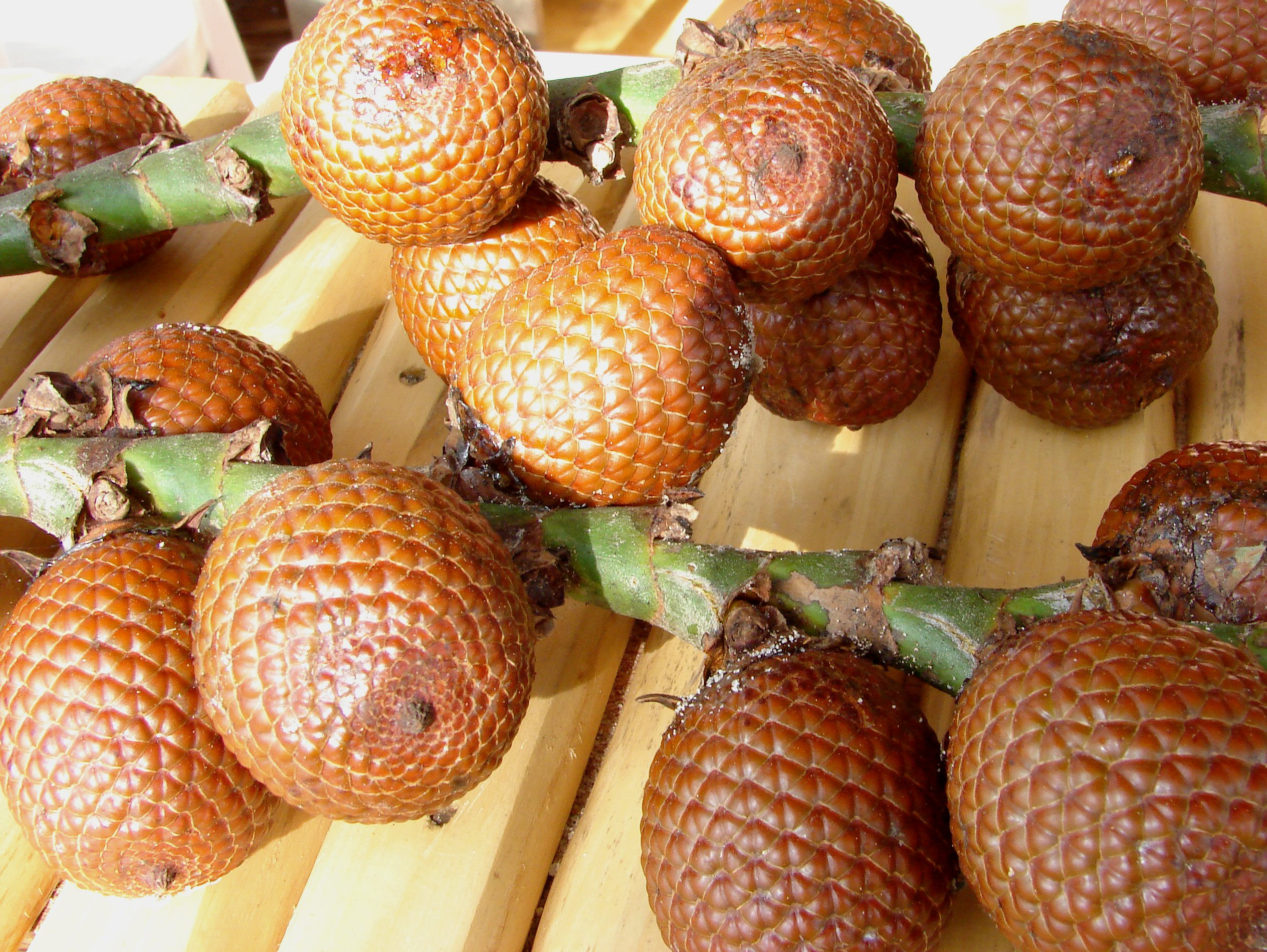
Zralé plody
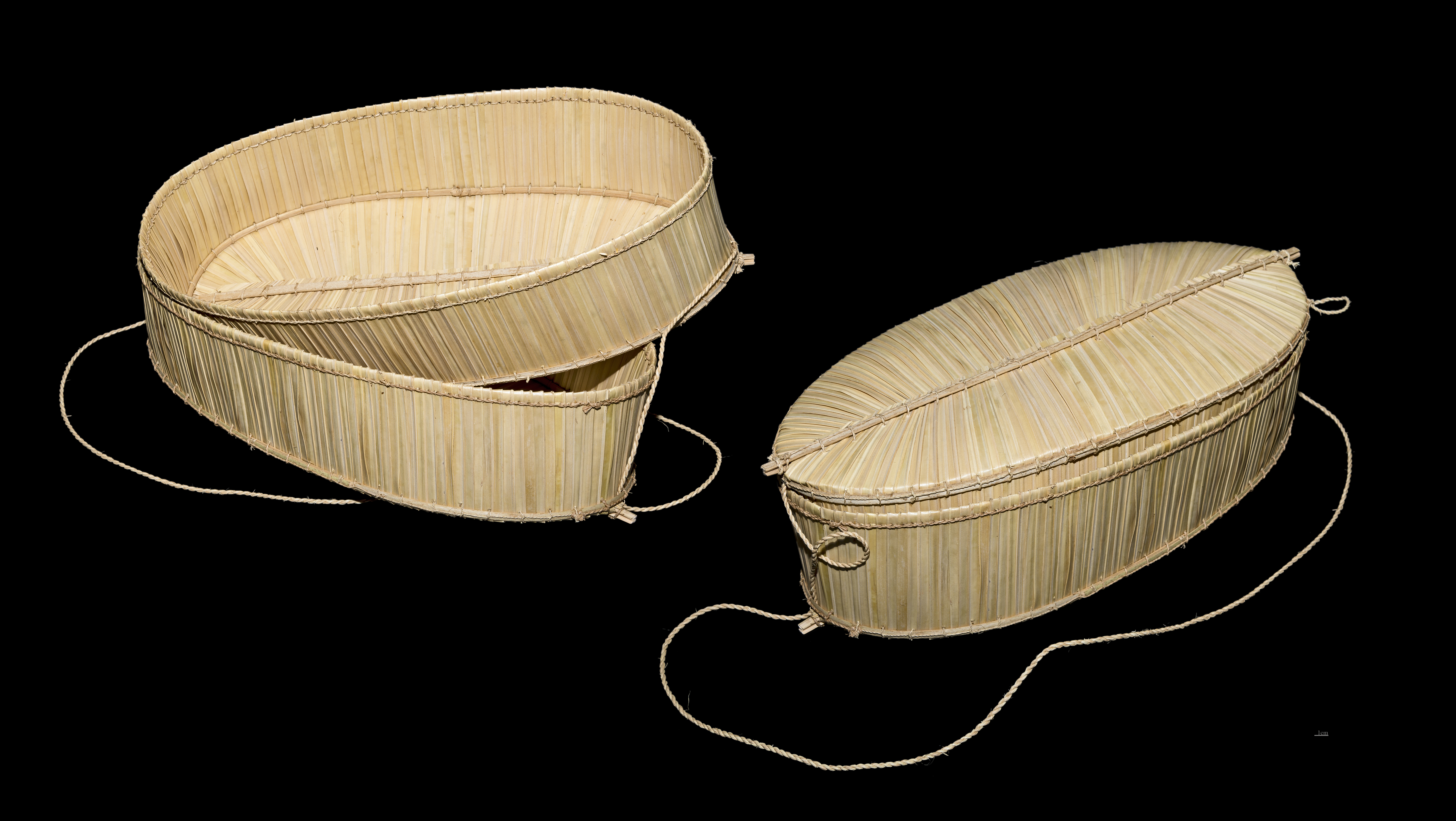